# 张平高
张平高（？—634年），名崇，字平高，绥州肤施（在今陕西延安宝塔区）人。唐朝武德年间开国功臣。

## 生平
隋末为鹰扬府校尉，戍卫太原，成为李渊部下，因此参与谋议。隋義寧元年（617年）四月，李淵在晉陽起兵，张平高成为军头（李淵起兵时，建左、右三军，各设统军。统军之下有军头，即一支部队的领兵官。）十一月九日，唐军攻克京城长安，张平高以功授左领军将军，封萧国公。贞观初年，出为丹州刺史，坐事免职，令以右光禄大夫还府第，贞观八年卒。后改封罗国公。永徽中，追赠潭州都督。